# Hildegard Brenner
Hildegard Brenner (* 3. September 1927 in Bonn; † 2. März 2025 in Berlin) war eine deutsche Literaturwissenschaftlerin, Zeithistorikerin, Publizistin und Hochschullehrerin.

## Leben
Hildegard Brenner wurde 1952 an der FU Berlin mit einer Arbeit zur Dichtungstheorie Hölderlins promoviert.
1963 schrieb sie ihre grundlegende Untersuchung zur Kunstpolitik des Nationalsozialismus. Sie zählte damals „zu den besten und fundiertesten Analysen, die über jene frühe Zeit der Diktatur bisher vorliegen … Was Hildegard Brenner an Material hierzu ausbreitet, wie exakt sie die taktischen Winkelzüge der aufrechten Widersacher … aufdeckt – dies alles ist mustergültig in der zeitgeschichtlichen Forschung und ihrer Literatur.“
1964 übernahm sie als Herausgeberin die Zeitschrift alternative, die bisher unter dem Titel Alternative – Blätter für Lyrik und Prosa, herausgegeben von Reimar Lenz und Richard Salis, im Ansgar Skriver-Verlag erschienen war. Die Zeitschrift erschien nun unter dem Titel Alternative – Zeitschrift für Literatur und Diskussion, Redaktion: Hildegard Brenner, Georg Fülberth, Helga Gallas, Hans-Peter Gente, Klaus Laermann, Helmut Lethen, Hartmut Rosshof, Peter B. Schumann; Gestaltung: Ulrich Harsch. 1982 stellte die Zeitschrift ihr Erscheinen ein.
Helmut Heißenbüttel urteilte 1978: „Alternative – seit fast zwei Jahrzehnten ein einzigartiges Diskussionsforum für politische Kritik und progressive Ästhetik, fern aller Dogmatik“.
1967 erschien ihre Anthologie zur DDR-Literatur, die dem westdeutschen Leser einen umfassenden Einblick in das Literaturschaffen des anderen Deutschlands gab. In einer Besprechung der Süddeutschen Zeitung heißt es: „Diese Anthologie hat vor vielen anderen Sammelbänden und Einzelausgaben den unbezweifelbaren Vorzug, zu zeigen, was anders ist an der Literatur in der DDR. Hildegard Brenner hat in ihrer Anthologie zeigen können, daß in der DDR sich wirklich eine Nationalliteratur eigenen Ranges bildete. Wer immer sich orientieren möchte, wie dort Literatur sich ausnimmt, der erhält hier Auskunft.“
Von 1970 bis 1975 gab sie im Luchterhand Literaturverlag, Darmstadt, die literaturwissenschaftliche Reihe Collection Alternative heraus. 1971 erschien außerdem die von Brenner herausgegebene einzige deutschsprachige Publikation von Texten der Lettin Asja Lācis’, Revolutionär im Beruf.
Von 1971 bis 1978 war Hildegard Brenner ordentliche Professorin an der Universität Bremen für Literaturwissenschaft und Germanistik.
Brenner war die ältere Schwester der Soziologin Carola Möller.
Brenners persönlicher Vorlass wurde 2019 dem Berliner Leibniz-Zentrum für Literatur- und Kulturforschung übergeben und wird in einem dort angesiedelten Projekt erforscht. Im März 2024 wurde die Übernahme des Materials durch das Deutsche Literaturarchiv Marbach (DLA) bekannt. Dies und die Erschließung gehören zu einem gemeinsamen Forschungs- und Kooperationsprojekts des DLA mit dem Leibniz-Zentrum für Literatur- und Kulturforschung.

## Veröffentlichungen
- „Die Verfahrungsweise des poetischen Geistes“. Eine Untersuchung zur Dichtungstheorie Hölderlins. Freie Universität, Berlin 1952
- Die Kunstpolitik des Nationalsozialismus. Rowohlt, Reinbek bei Hamburg 1963
  - La politica culturale del nazismo. Laterza, Bari 1965
  - La politique artistique du national-socialisme, Maspero, Paris 1980
  - Kulturna politika nacional socijalizma. Cesarec, Zagreb 1992
- Nachrichten aus Deutschland – Lyrik, Prosa, Dramatik. Eine Anthologie der neueren DDR-Literatur. Rowohlt, Reinbek bei Hamburg 1967
- Asja Lacis, Revolutionär im Beruf. Rogner und Bernhard, München 1971
- Ende einer bürgerlichen Kunstinstitution – Die politische Formierung der Preußischen Akademie der Künste ab 1933. Institut für Zeitgeschichte, München 1972
- Alternative. Zeitschrift für Literatur und Diskussion. Nr. 89. 16. Jg. April 1973. Materialistische Literaturkritik VI. Lu Märtens Kunsttheorie zwischen marxschem Arbeitsbegriff und sozialdemokratischer Technikgläubigkeit. Alternative, Berlin 1973
- „Es ging alles so weiter 1933“ ‒ aber für wen? In: Die schwarze Botin 8, 1983, 20, S. 85–92[8]